# Isopora palifera
Espèce
Statut de conservation UICN

 NT  : Quasi menacé
Statut CITES
Synonymes
Acropora palifera
Isopora palifera est une espèce de coraux de la famille des Acroporidae.

## Description et caractéristiques
C'est une espèce qui forme des colonies robustes, aux formes trapues et arrondies, avec des crêtes ou des colonnes (habituellement droites, mais pas toujours, dépendant du courant). Il n'y a pas de corallite axial. Les corallites sont petits, lisses et arrondis. La couleur générale est crème pâle ou brun clair.
Cette espèce était nommée Acropora palifera jusqu'en 1999, et ce nom demeure très utilisé.

## Habitat et répartition
Cette espèce habite dans tout l'Indo-Pacifique corallien, de l'Afrique de l'est au Pacifique ouest.
Cette espèce peut se retrouver dans une large gamme d'habitats.
Il s'agit de l'espèce la plus courante du nord de la Grande Barrière de corail, notamment sur les hauts de récifs exposés.

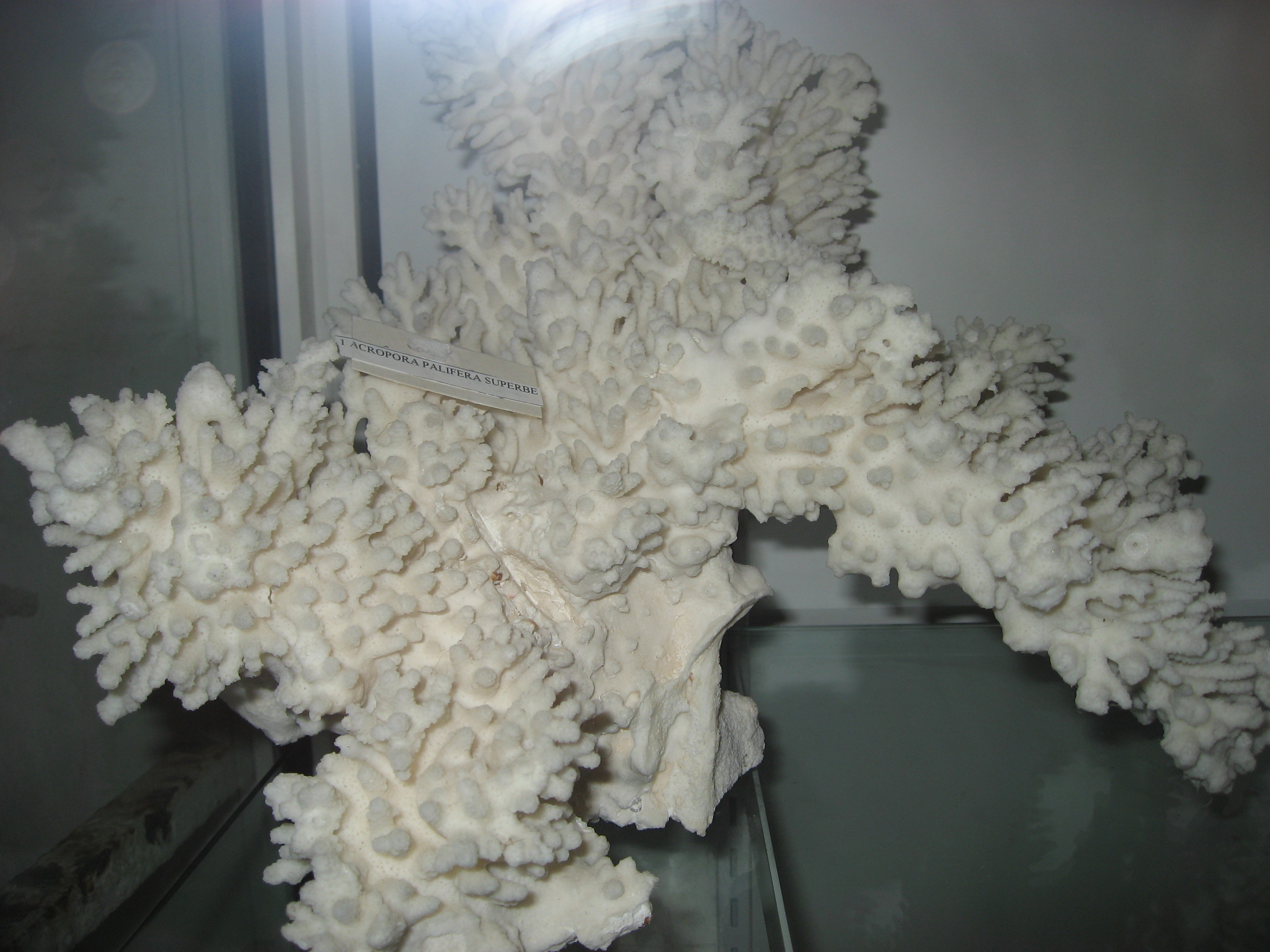
Squelette